# Adilabad
Adilabad (en hindi: आदिलाबाद) es una localidad de la India, centro administrativo del distrito homónimo en el estado de Telangana.

## Geografía
Se encuentra a una altitud de 261 m s. n. m. y a 298 km de la capital estatal, Hyderabad, en la zona horaria UTC +5:30.

## Demografía
Según la estimación realizada en 2010, Adilabad contaba con una población de 134 760 habitantes.